# Opsies capra
Opsies capra är en skalbaggsart som beskrevs av Francis Polkinghorne Pascoe 1864. Opsies capra ingår i släktet Opsies och familjen långhorningar.
Artens utbredningsområde är Nigeria. Inga underarter finns listade i Catalogue of Life.